# Rusland Pool
Der Rusland Pool ist ein Fluss im Lake District, Cumbria, England.
Der Rusland Pool entsteht südlich des Grizedale Forest aus dem Zusammenfluss von Force Beck und Ashes Beck. Er fließt in südlicher Richtung bis zu seiner Mündung in den Leven westlich von Haverthwaite.